# I miserabili (film 1982)
I miserabili (Les Misérables) è un film del 1982 diretto da Robert Hossein.

## Riconoscimenti
- 1983 - Premio César
  - Miglior attore non protagonista (Jean Carmet)